# Parc national de Gugamal
Le parc national de Gugamal est situé dans l'État du Maharashtra en Inde. Il contient la réserve naturelle de tigres de Melghat.